# 野々山兼綱
野々山 兼綱（ののやま かねつな）は、江戸時代前期の武将・旗本。

## 略歴
上総国の出身。野々山頼兼の養子となる。先代と同じく徳川秀忠に仕え、慶長14年（1609年）に腰物奉行となった。大坂冬の陣・夏の陣ともに従軍しており、夏の陣では鎧武者を討って首を得たとの記録が残る。
元和3年（1617年）・同5年（1619年）・寛永3年（1626年）の秀忠の入洛時に供奉し、寛永8年（1631年）には近侍となった。秀忠の薨御の後には御番や目付を勤めた。寛永17年（1640年）、鎖国通告への抗弁のためにマカオから長崎に上陸したポルトガル人を取り調べている。
寛文7年（1667年）10月28日、死去。享年77。実子・兼周が後を継いだ。